# Portret Pani Rudowskiej
Portret Pani Rudowskiej - obraz olejny na płótnie autorstwa Feliksa Pęczarskiego z 1848 roku, o wymiarach 73x57 cm. Własność Muzeum Narodowego w Warszawie.
Znany jest także pod nazwą Portret Rudowskiej.

## Historia i charakterystyka
Obraz powstał w 1848 roku, równolegle do Portretu Gracjana Rudowskiego. Gracjan Rudowski (ok. 1805-1869) był szlachcicem. Jego rodzina pochodziła z guberni płockiej, ale w czasie powstania portretu pozostawał w Dyblinie k. Lipna. W pracy pt. Portret osobistości polskich wydanej przez Muzeum Narodowe w Warszawie w 1967 roku, określany jest jako mieszczanin włocławski. Jego żoną była Franciszka ze Stanisławskich (ok. 1816-1848), zmarła 17 grudnia tego samego roku w Dyblinie.
Feliks Pęczarski, absolwent, a następnie zastępca nauczyciela Instytutu Głuchoniemych w Warszawie, zajmował się malarstwem portretowym w pierwszym etapie swojej twórczości, szczególnie zaś w latach 1834-39. Wydaje się, że zarzucił ten kierunek podczas pobytu w Warszawie w latach 1840-47, kiedy to powstały najsłynniejsze jego dzieła rodzajowe. Do portretowania powrócił wraz z przybyciem do Włocławka około 1847 roku. Było to jego główne źródło utrzymania aż do śmierci w 1862 roku. Portret Pani Rudowskiej jest jednym z pierwszych dzieł z tego nowego okresu kariery malarza jako portrecisty.
Obraz ujawnia udoskonalenie się stylu Pęczarskiego, jakie nastąpiło w stosunku do portretów malowanych do 1839 roku. Przede wszystkim jest to budowanie formy małymi różnicami walorowymi. Głowa Pani Rudowskiej modelowana jest przejściami różowej karnacji w tony zimniejsze. Ożywiono koloryt, zarzucono zaś stosowanie nieprzejrzystego cienia. O ile wcześniej Pęczarski ostro odcinał od siebie płaszczyzny, to portrety malowane od 1847 roku cechuje większa miękkość. Żywotności dziełu dodaje lekki rumieniec oraz refleks padający na policzek od futrzanego kołnierza. 
Obecnie stanowi własność Muzeum Narodowego w Warszawie. Przynależy do działu Zbiory sztuki polskiej do 1914 r., ale nie jest wystawiony w ekspozycji stałej. W 1990 roku został pokazany na pierwszej wystawie monograficznej Feliksa Pęczarskiego w Muzeum Ziemi Kujawskiej i Dobrzyńskiej we Włocławku.